# Romà Salas i Casafont
Romà Salas i Casafont (Solsona), fou un empresari i polític català, regidor de l'Ajuntament de Solsona des del 1983, durant la seva 2a legislatura, fins l'1 de desembre de 2002, amb una curta època entre l'inici de la 3a legislatura i el 30 de març de 1989.
Fou un dels principals impulsors de la Sala Polivalent de la ciutat, com Ramon Llumà reivindicà i mencionà en diverses vegades.
La seva neboda, Elis Colell i Sancliments, candidata per part de Junts en les eleccions del 2023 a l'Ajuntament de Solsona, el cità com el seu principal referent per entrar a la política; com a part del mateix equip també s'hi trobava Glòria Salas Santclimens, la filla del regidor solsoní.

## Biografia
Nascut a la ciutat de Solsona. El 23 de juny de 1973 es va constituir el Club d'Esquí Solsona, i Romà Salas en fou el primer president. El club nombrà la seva cursa social anual coma Memorial Romà Salas, en memòria del que en fou el primer president.

## Activitat política
La seva activitat pública a l'Ajuntament de Solsona va iniciar-se en la 2a legislatura, formant part de l'equip de govern de l'alcalde Ramon Llumà durant els anys 1983-1987, tenint el càrrec de regidor delegat d'Esports. En la 3a legislatura de l'Ajuntament solsoní, Salas entrà a formar part de l'equip de govern el 30 de març de 1989 substituint el fins aleshores regidor Lluís Colilles i Coromines, com a regidor delegat de Governació.
El seu periple per l'Ajuntament continuà durant la III i IV legislatures; en la 3a, des del 1991 fins al 1995, fou el quart tinent d'alcalde, responsable de l'Àrea de Governació i Comerç i regidor delegat de Governació i Comerç; en la IV legislatura, entre els anys 1995 i 1999, actuà com a segon tinent d'alcalde, responsable de l'Àrea de Cultura i Governació i regidor delegat de Cultura, Festes i Joventut.
Finalment, la seva última etapa dins el consistori fou durant la V legislatura, la que inicià el 1999 com a quart tinent d'alcalde i regidor delegat de Cultura, Esports i Joventut, i que acabà l'1 de desembre de 2002.